# Алекс Марић
Александар „Алекс“ Марић (енгл. Aleks Maric, Сиднеј, 22. октобар 1984) је бивши аустралијски кошаркаш српског порекла. Играо је на позицији центра.

## Каријера

### Ране године
Марић је рођен у Сиднеју, а његови родитељи су пореклом из Книна. Кошарком је озбиљније почео да се бави на Аустралијском институту за спорт, одакле одлази у САД на даље школовање. Похађао је средњу школу Лајф центар академи у Берлингтону, да би затим провео четири године на Универзитету Небраска. У НЦАА лиги је у својој сениорској години просечно бележио 15,7 поена и 10,2 скока по утакмици.

### Гранада
Професионалну каријеру је започео 2008. године потписивањем уговор са шпанском Гранадом. Са њима проводи једну сезону у којој је на 32 утакмице АЦБ лиге у просеку постизао 4,6 поена и 3,5 скокова за 12 минута по утакмици.

### Партизан
У јулу 2009. на препоруку Владе Шћепановића долази у Партизан. Са црно-белима проводи једну сезону у којој и клуб а и сам Марић бележе сјајне резултате. Освојени су сви домаћи трофеји (Суперлига, Јадранска лига, Куп Кораћа). Клуб је бележио сјајне резултате у Евролиги, где успева да стигне до фајнал фора први пут после 12 година.
Марић је од релативно непознатог играча у Европској кошарци, убрзо постао један од најбољих центара Евролиге. Најбољу партију сезоне је имао 10. децембра 2009. када је у победи црно-белих над Ефесом забележио 34 поена и 16 скокова уз индекс корисности од 49. За сјајне партије током децембра 2009. проглашен је за Евролигиног МВП-ја месеца. Укупно је на 18 утакмица Евролиге бележио просечно 14,6 поена и 8,4 скокова по мечу. За своје партије током сезоне уврштен је у прву поставу идеалног тима Евролиге.
Од индивидуалних признања у дресу Партизана добио је још награду за најкориснијег играча Купа Кораћа.

### Панатинаикос
У јулу 2010. потписао је двогодишњи уговор са Панатинаикосом који је тренирао Жељко Обрадовић. У две сезоне у дресу грчког великана није пружао ни приближно добре партије као у Партизану, али је освојио неколико трофеја. Најважнији је сигурно Евролига у сезони 2010/11. Поред тога освојио је и по једно првенство и куп Грчке.

### Каснија каријера
У јулу 2012. Марић одлази у Русију и потписује уговор са Локомотивом Кубањ. Са Локомотивом проводи наредне две сезоне и у том периоду осваја Еврокуп у сезони 2012/13.
У сезони 2014/15. Марић је променио чак четири клуба. Сезону је почео у Макабију из Тел Авива. Ипак након слабих партија, већ у децембру 2014. напушта Макаби и прелази у турски Галатасарај. Ни у Галатасарају се није задржао дуго јер већ у марту 2015. одлази у Иран где потписује за екипу Петрохими Бандар Имам. Након кратког боравка у Ирану, Марић се крајем априла 2015. прикључио екипи Гран Канарије где проводи остатак сезоне.
У септембру 2015. је потписао уговор са екипом Будућности. У дресу Подгоричана осваја Куп Црне Горе 2016. године. У Јадранској лиги је одиграо 26 утакмица и бележио просечно 9 поена и 7,1 скок по мечу. У априлу 2016. напушта Будућност и прелази у шпански Обрадоиро до краја сезоне.
Крајем јуна 2016. Марић се вратио у Аустралију и постао члан Сиднеј кингса. Након завршетка сезоне у Аустралији вратио се у Обрадоиро до краја сезоне 2016/17. Током 2017. је кратко играо и у Бахреину за Ал Мухарак након чега је завршио играчку каријеру.

## Репрезентација
Био је члан јуниорске репрезентације Аустралије која је 2003. освојила Светско првенство за јуниоре. Поред њега, у тој екипи је наступао и Стивен Марковић, још један Аустралијанац српског порекла.
Са сениорском репрезентацијом Аустралије је наступао на Светском првенству 2010. у Турској и на Олимпијским играма 2012. у Лондону.

## Успеси

### Клупски
- Партизан:
  - Првенство Србије (1): 2009/10.
  - Јадранска лига (1): 2009/10.
  - Куп Србије (1): 2010.
- Панатинаикос:
  - Евролига (1): 2010/11.
  - Првенство Грчке (1): 2010/11.
  - Куп Грчке (1): 2012.
- Локомотива Кубањ:
  - Еврокуп (1): 2012/13.
- Будућност:
  - Куп Црне Горе (1): 2016.

### Појединачни
- Идеални тим Евролиге - прва постава (1): 2009/10.
- Најкориснији играч месеца Евролиге (1): 2009/10.
- Најкориснији играч Купа Србије (1) : 2010.

### Репрезентативни
- Светско првенство до 19 година:  2003.
- Океанијско првенство:  2011.

## Статистика
| † | Сезона у којој је Марићев тим освојио Евролигу |
|   | Најбољи у лиги                                 |

Напомена: Евролига није једино такмичење у којем је играч учествовао, играо је и у домаћим такмичењима

### Евролига
| Сезона    | Екипа            | ОУ | СУ | МПУ  | ПШ%  | 3П%  | СБ%   | СПУ | АПУ | УПУ | БПУ | ППУ  | ИПУ  |
| --------- | ---------------- | -- | -- | ---- | ---- | ---- | ----- | --- | --- | --- | --- | ---- | ---- |
| 2009/10.  | Партизан         | 18 | 9  | 25.5 | .607 | .000 | .648  | 8.4 | 1.2 | 1.2 | .6  | 14.6 | 21.1 |
| 2010/11.† | Панатинаикос     | 8  | 0  | 7.6  | .556 | .000 | .667  | 3.5 | 1.0 | .6  | .4  | 3.5  | 6.3  |
| 2011/12.  | Панатинаикос     | 22 | 9  | 7.1  | .673 | .000 | .560  | 2.5 | .1  | .5  | .1  | 3.6  | 4.9  |
| 2013/14.  | Локомотива Кубањ | 23 | 10 | 17.2 | .602 | .000 | .588  | 3.6 | 1.0 | .8  | .6  | 6.1  | 8.0  |
| 2014/15.  | Макаби Тел Авив  | 8  | 2  | 8.8  | .571 | .000 | 1.000 | 2.3 | .5  | .1  | .4  | 2.3  | 3.9  |
| 2014/15.  | Галатасарај      | 7  | 2  | 10.0 | .385 | .000 | .500  | 2.9 | .7  | .1  | .0  | 1.7  | 2.3  |
| Каријера  |                  | 86 | 32 | 14.1 | .603 | .000 | .625  | 4.1 | .7  | .7  | .4  | 6.3  | 9.0  |